# 236
Het jaar 236 is het 36e jaar in de 3e eeuw volgens de christelijke jaartelling.

## Gebeurtenissen

### Italië
- Keizer Maximinus I Thrax benoemt zijn zoon Maximus Caesar tot Caesar en toekomstig troonopvolger. De Romeinse veldtochten in Germanië en Pannonië verlopen succesvol.
- Maximinus besluit de belastingen te verhogen om zijn militaire campagnes te financieren. De Senaat keert zich tegen hem en in Rome breken protesten uit onder de bevolking.

### Religie
- Paus Fabianus (236 - 250) volgt Anterus op als de 20e paus van de Rooms-Katholieke Kerk. Hij stuurt zeven bisschopen naar Gallië om het christendom uit te breiden.
- De overblijfselen van de tegenpausen Hippolytus en Pontianus worden als heilige martelaars overgebracht van Sardinië naar Rome en begraven in de Catacombe van Sint-Calixtus.

## Geboren
- Sima Yan, keizer van het Chinese Keizerrijk (overleden 290)

## Overleden
- 3 januari - Anterus, paus van de Rooms-Katholieke Kerk